# Mackelering

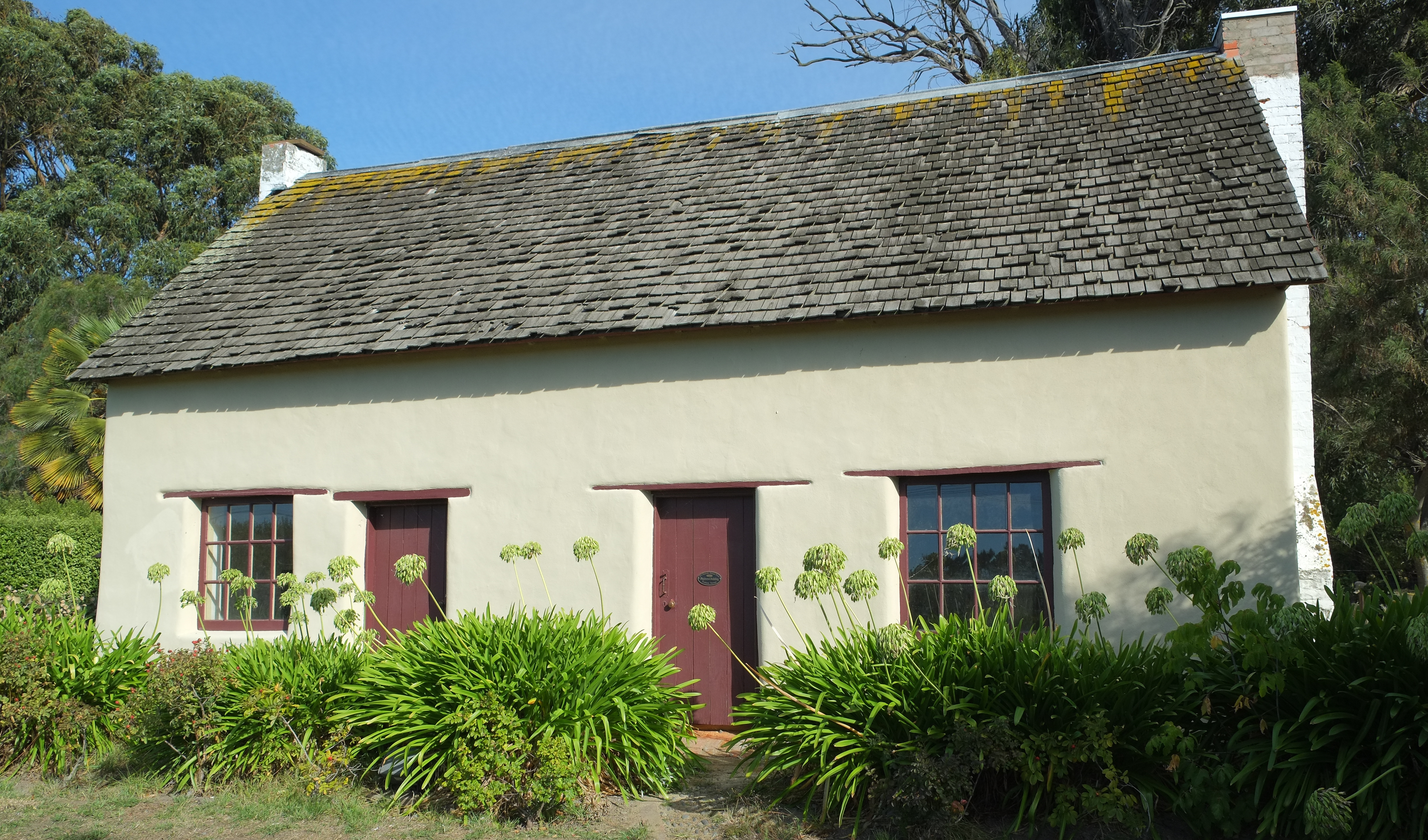
Hus byggt av lera.

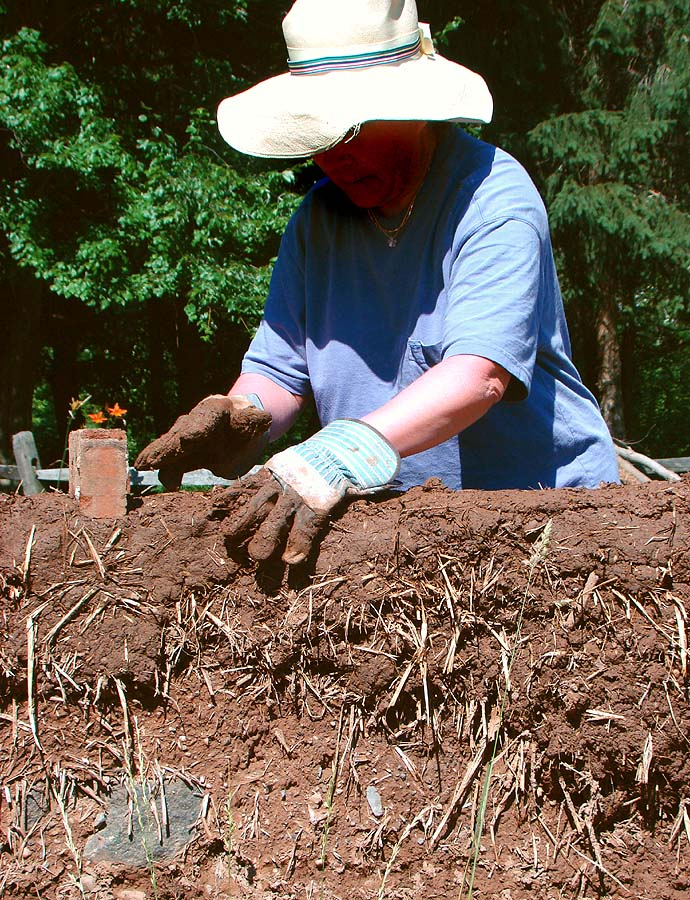
En vägg byggs av lera.

Mackelering är en byggteknik som innebär att väggarna formas av ett naturligt byggmaterial, cob, som består av en blandning av lera, sand samt eventuellt grus, kalk och eventuellt stråhackelse. Materialet läggs på i ett lager som får torka över natten varvid proceduren fortsätter med nästa lager. Innehållet i materialet kan variera och om det inte håller rätt blandning kan det modifieras med sand eller lera. Cob är brandsäker, resistent mot seismisk aktivitet, och använder billiga material, även om det är mycket arbetsintensivt. Den kan användas för att skapa konstnärliga och skulpturala former, och dess användning har återupplivats under de senaste åren av de ekologiskt sinnade bygg- och hållbarhetsrörelserna.

## Historik och användning

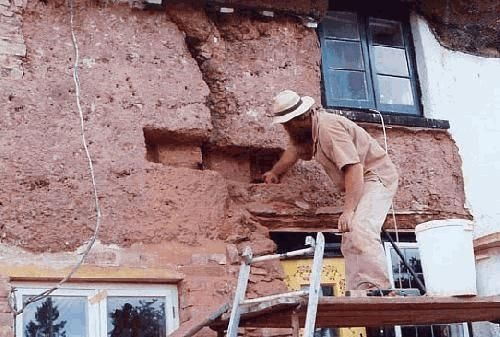
Reparation av mackelering på en äldre traditionell byggnad i Devon, England.

Cob är en engelsk term som nämns omkring år 1600 för ett uråldrigt byggnadsmaterial som har använts för att bygga sedan förhistorisk tid. Användningen av detta material i Iran är mer än 4000 år gammal. Etymologin för cob och cobbing är oklar, men betyder i flera avseenden att smeta eller slå på, vilket anger hur cob-material appliceras på en vägg.
Cobmaterial är känt under många namn inklusive adobe, lump clay, puddled clay, chalk mud, wychert, clay daubins, swish (Asante Twi), torchis (franska), bauge (franska), bousille (fransk lera med mossa), och strå och lera.
Cobstrukturer kan hittas i en mängd olika klimat över hela världen. Europeiska exempel är:
- i England, särskilt i grevskapen Devon och Cornwall i West Country, och i East Anglia (där det kallas lersten)[10]
- i Wales, särskilt på landsbygden i Anglesey [11]
- i Donegal Bay i Ulster och i Munster, sydvästra Irland
- i Finisterre och Ille-et-Vilaine i Bretagne, där många hem har överlevt i över 500 år och fortfarande är bebodda

Några av de äldsta människotillverkade strukturerna i Afghanistan består av stampad jord och cob. Cob-arbete (tabya) användes i Maghreb och al-Andalus på 1000- och 1100-talen, och beskrevs i detalj av Ibn Khaldun på 1300-talet.
Många gamla cob-byggnader kan hittas i Afrika, Mellanöstern och sydvästra USA som Taos Pueblo. Ett antal cobstugor fortlever från mitten av 1800-talets Nya Zeeland.
Traditionellt tillverkades engelska cob genom att blanda den lerbaserade jorden med sand, halm och vatten med hjälp av oxar för att trampa den. Engelska jordar innehåller varierande mängder krita och cob gjorda med betydande mängder krita kallas chalk cob eller wychert. Jordblandningen hälldes sedan på en stengrund i banor och radades upp på väggen av arbetare i en process som kallas cobbing. Bygget skulle fortskrida enligt den tid som krävs för att den föregående banan ska torka. Efter torkning skulle väggarna putsas och nästa bana byggas, med överliggare för senare öppningar som dörrar och fönster placeras i takt med att väggen tar form.
Väggarna i ett cobhus är i allmänhet cirka 60 cm tjocka, och fönstren var på motsvarande sätt djupt placerade, vilket ger hemmen ett karakteristiskt inre utseende. De tjocka väggarna gav utmärkt termisk massa som var lätt att hålla varm på vintern och sval på sommaren. Väggar med högt termiskt massavärde fungerar som en termisk buffert inne i bostaden. Materialet har lång livslängd även i regniga och/eller fuktiga klimat, förutsatt att en hög grund och ett stort taköverhäng finns.
Cob är brandsäker,(p28)  medan "brandcob" (cob utan halm eller fiber) är ett eldfast material (samma material, huvudsakligen, som obränt vanligt rött tegel) och historiskt har använts för att tillverka skorstenar, eldstäder, smedjor och deglar. Utan fibrer förlorar dock coben det mesta av sin draghållfasthet.(p114)

## Moderna cob-byggnader

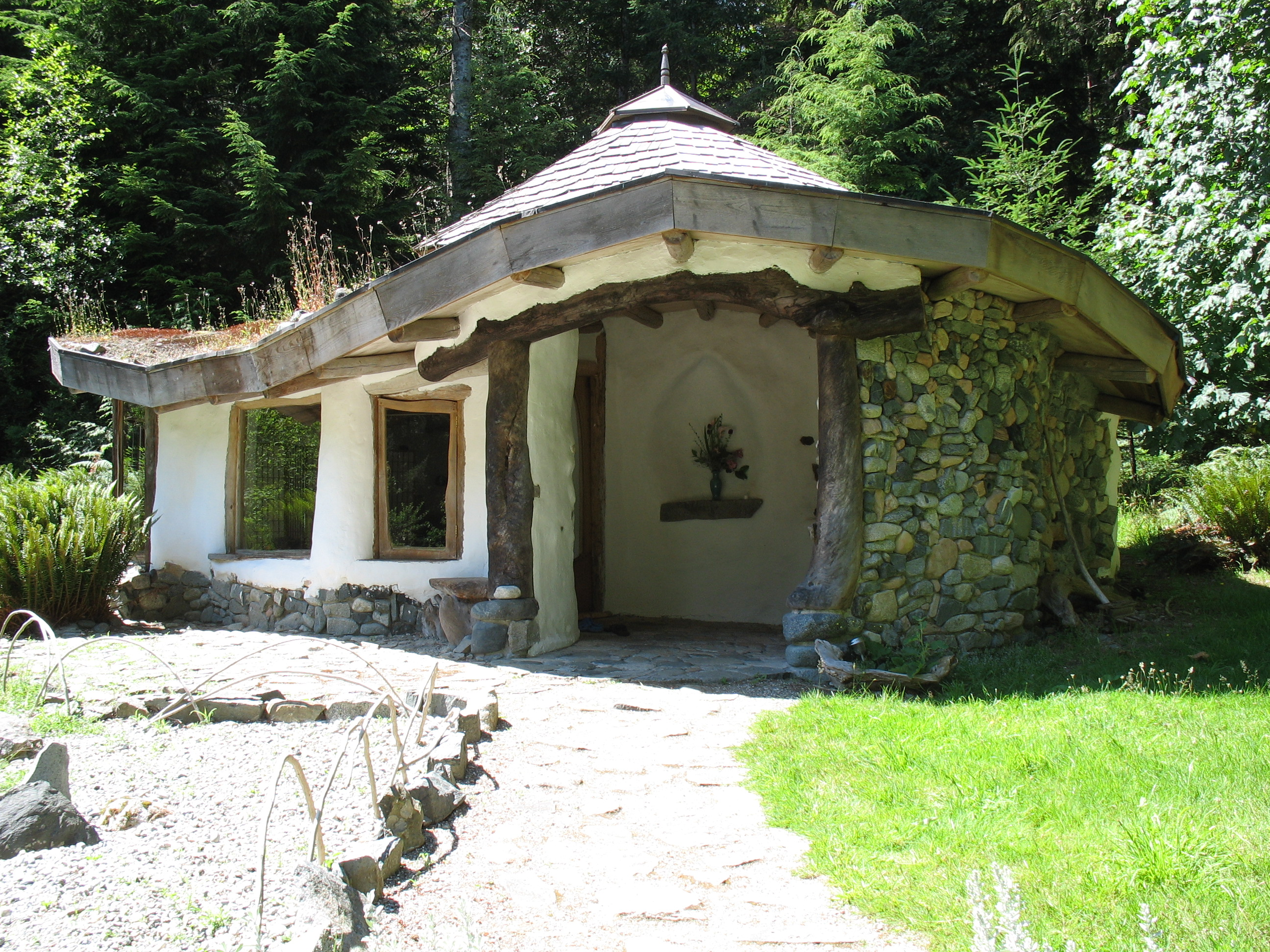
Ett exempel på en modern cob-byggnad i Pacific Northwest-stil. Den yttre cobväggen är kalkputsad för ett attraktivt, enhetligt utseende.

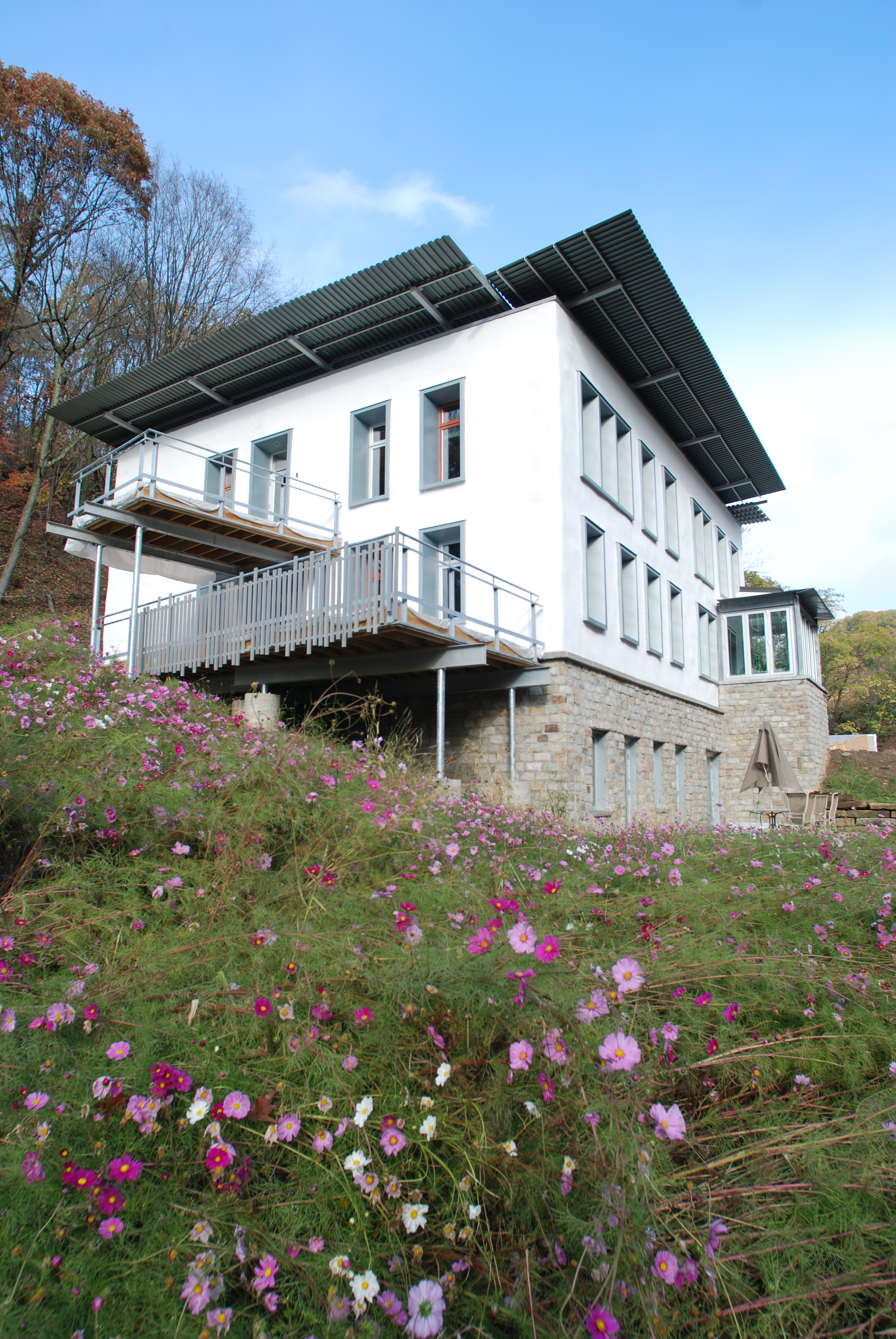
Sota Construction Services Corporate Headquarters i Pittsburgh, Pennsylvania, USA, byggt av cob-väggar

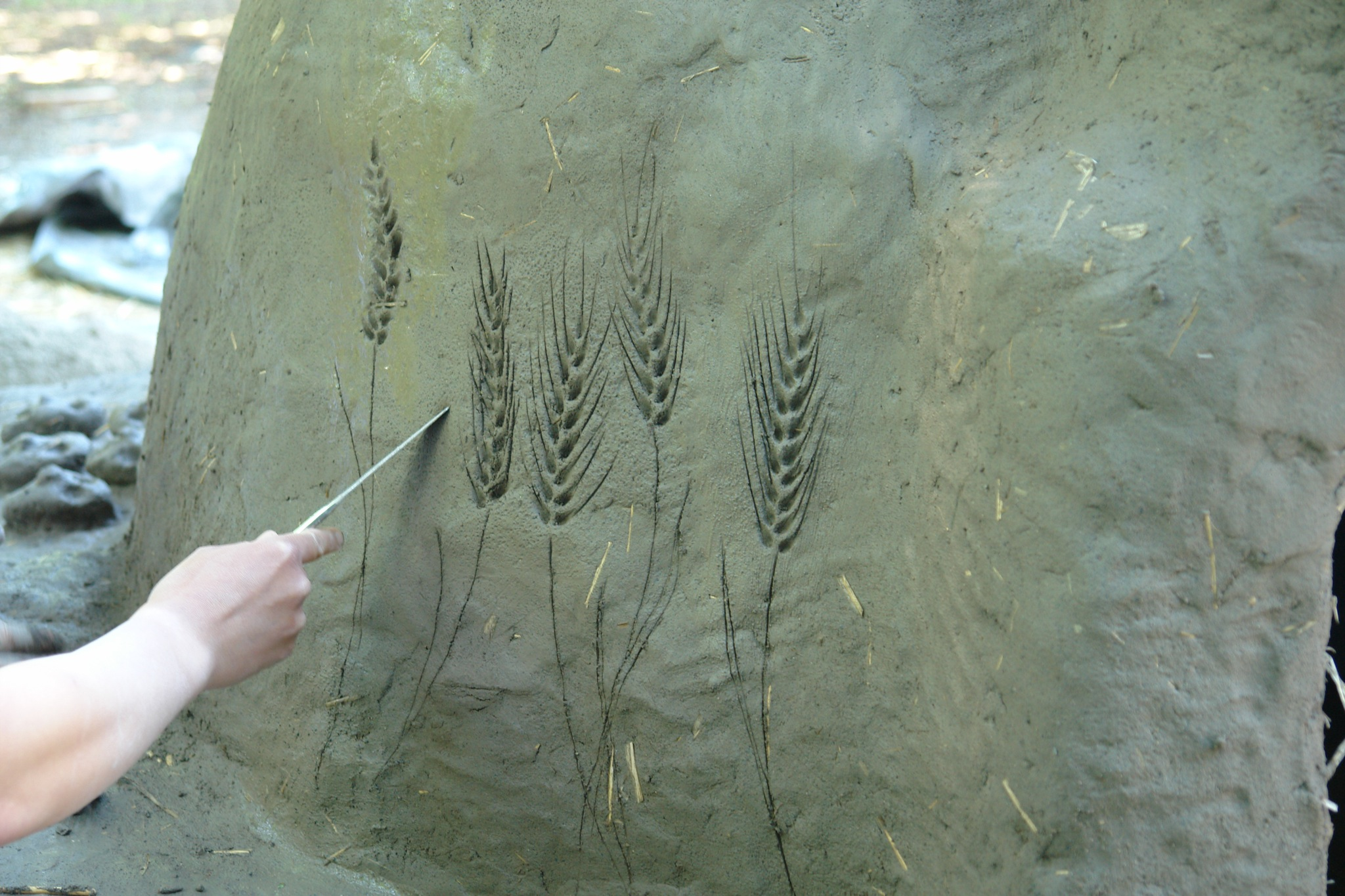
Dekoration av en kolugn

När Kevin McCabe byggde ett tvåvåningshus med fyra sovrum i England, Storbritannien 1994, sades det vara den första cob-bostaden som byggts i landet på 70 år. Hans tekniker var mycket traditionella och de enda innovationerna han gjorde var att använda en traktor för att blanda coben och lägga till sand eller shillet, ett grus av krossad skiffer, för att minska krympningen.

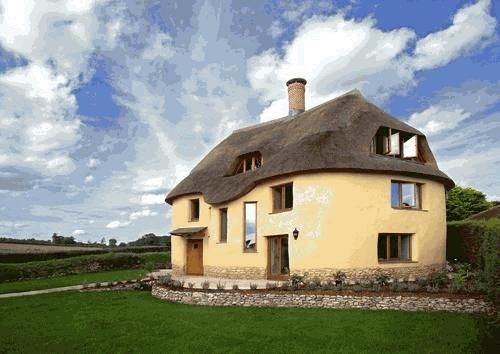
Ett modernt kobbhus nära Ottery St Mary, Storbritannien

Från 2002 till 2004 initierade hållbarhetsentusiasten Rob Hopkins byggandet av ett cobhus för sin familj, det första nya i Irland på cirka hundra år. Det var ett samhällsprojekt, men en oidentifierad mordbrännare förstörde det kort innan det var klart. Huset, som ligger vid The Hollies Centre for Practical Sustainability i County Cork, byggdes om 2010. Det finns ett antal andra färdiga moderna cobhus och fler planeras, såsom ett offentligt utbildningscenter.
År 2010 slutförde Sota Construction Services i Pittsburgh, Pennsylvania, USA, uppbyggnaden av sitt nya 7500 kvadratmeter stora företagshuvudkontor, som innehåller exteriöra cobväggar tillsammans med andra energibesparande funktioner som strålningsvärmegolv, en solpanelsuppsättning på taket, och dagsljus. Cobväggarna, i kombination med de andra hållbara funktionerna, gjorde det möjligt för byggnaden att få ett LEED Platinum-betyg 2012, och det fick också en av de högsta poängen i procent av totala poäng som tjänats in i någon LEED-kategori.
År 2007 började Ann och Gord Baird bygga ett tvåvåningshus i Victoria, British Columbia, Kanada på 200 kvadratmeter försett med golvvärme, solpaneler och en sydlig exponering för att möjliggöra utnyttjande av passiv solvärme.
Den walesiske arkitekten Ianto Evans och forskaren Linda Smiley förfinade konstruktionstekniken känd som "Oregon Cob" på 1980- och 1990-talen. Oregon Cob integrerar variationen av vägguppläggningsteknik som använder limpor av lera blandat med sand och halm med en rundad arkitektonisk stil. De experimenterar med en blandning av cob och halmbal benämnd " balecob".